# Политизолятор
Политизоляторы, Политические изоляторы — специальные тюрьмы в Советской России и Союзе ССР, предназначенные для содержания эсеров, меньшевиков, сионистов и анархистов, а также членов внутрипартийной оппозиции. 
Политические изоляторы были созданы в 1921 году в системе ГПУ при НКВД РСФСР. 11 ноября 1935 года все политизоляторы НКВД (до образования НКВД СССР — политизоляторы ОГПУ) приказом НКВД № 00403 были переименованы в тюрьмы НКВД.

## История
В начале 1921 года Владимирский централ был превращен в губернский изолятор специального назначения — политизолятор. Существовали также Верхнеуральский, Суздальский, Тобольский, Челябинский и Ярославский политизоляторы.
14 мая 1925 года «в целях проведения объединения всех политизоляторов под единым руководством ОГПУ» Верхнеуральский, Суздальский, Тобольский, Челябинский и Ярославский политизоляторы были подчинены Тюремному отделу ОГПУ.
Режим содержания в политизоляторах был достаточно льготным до середины 1930-х годов, что было связано и с деятельностью «Помполита».
В 1923-25 годах эсеры и меньшевики содержались, также на льготных условиях, и в Соловецком лагере особого назначения (в Савватеевском скиту).
11 января 1935 года был издан приказ НКВД СССР № 0012 «О переименовании Суздальского, Верхнеуральского, Ярославского, Челябинского и Тобольского политизоляторов НКВД в концентрационные лагеря особого назначения», но уже 11 ноября переименованы в тюрьмы НКВД особого назначения. 

2 марта 1937 нарком внутренних дел Н. Ежов на пленуме ЦК ВКП(б) говорил:
Нам казалось и всем кажется совершенно законным, что заклятые враги народа, осужденные к отбытию тюремного заключения — троцкисты, зиновьевцы, правые — они отбывают наказание тюремное. Но на деле, по существу тюремного наказания никто из осужденных не нес. В системе НКВД имеются тюрьмы особого типа или политизоляторы. Эти политизоляторы, я без преувеличения могу сказать, больше походят на принудительные дома отдыха, нежели на тюрьмы. Такие политизоляторы имеются в Суздале, Челябинске и в ряде других мест. Внутреннее содержание в тюрьме преступников, осужденных таково, что они тесным образом общаются друг с другом, имеют возможность обсуждать свои вопросы, разрабатывать планы своей антисоветской деятельности. Причем внутритюремная связь в изоляторе была совершенно узаконена. Люди собирались совершенно открыто. Каждому заключенному тюремная администрация давала заполнить анкету для посылки в центр. Удосужились разработать и такую анкету: «1. Пользуется ли авторитетом среди тюремного коллектива или нет? (Смех.) 2. Является ли партийным лидером или середняком? 3. В борьбе за режим является ли инициатором, поддерживающим всегда протесты, колеблющимся или примыкающим к протестам?» Так что, как видите, в самих вопросах напрашивается возможность собираться заключенным в коллектив — «пользуется ли авторитетом в коллективе или нет?»
Осужденным предоставлялось право пользоваться литературой, бумагой, письменными принадлежностями в неограниченном количестве. Все, что хочешь. Наряду с казённым пайком все заключенные имели возможность получать продукты с воли в любом количестве и любого ассортимента, в том числе и водку. Во многих случаях арестованным предоставлялась возможность отбывать наказание вместе со своими женами. (Смех. Молотов. Во всяком случае мы так не сидели раньше.) Так, И. Н. Смирнов отбывал наказание вместе со своей женой Короб. Даже романы завязывались там в изоляторе. Такой роман завязался у одного эсера с Рогачевой — это сестра Николаева, убийцы Кирова. Они обратились за разрешением в секретно-политический отдел к т. Молчанову жениться, им разрешили, они поженились, их в одну камеру свели, родился у них ребенок и они до последних месяцев жили еще вместе. Разрешали, как я уже говорил, передавать спиртные напитки. Этим, например, очень широко пользовался Н.И. Смирнов, который регулярно выпивал чарочку водки. А вот, что пишут после обследования насчет Суздальского изолятора: «Камеры большие и светлые, с цветами на окнах. Есть семейные комнаты... (Читает.) ...ежедневные прогулки заключенных мужчин и женщин по 3 часа.» (Смех. Берия. Дом отдыха.) Однако, товарищи, эти условия никак не удовлетворяли заключенных и они систематически обращались с требованиями «облегчения невыносимого режима», который им устроили. Вот с этими требованиями они обращались буквально каждый день и в ответ на это они получали облегчение даже этого режима...

...16 октября 1934 г. секретно-политический отдел дал указание Главному управлению лагерей о том, чтобы всем бывшим членам антисоветских политических партий установить усиленный паек по сравнению с общим пайком, который существует для заключенных в лагерях. То есть в лагерях существовал двойной паек, так называемый политпаек и паек, который получали все заключенные. (Голос с места. Это им за особые заслуги перед Советской властью? Косиор. Им нужно было бы давать половину этого пайка.) Настолько, товарищи, требования заключенных удовлетворялись, что до курьезов доходило. Заключенные в Челябинском политизоляторе играли в волейбол. Там, кстати сказать, были спортивные площадки, где они играли в волейбол, крокет, теннис. Так вот, они играли в волейбол, и когда мяч перескакивал через стену на другой двор или на улицу, дежурный, который стоял на посту, должен был бежать за мячом. Однажды дежурный отказался, тогда заключенные пожаловались в секретно-политический отдел и тут же получили распоряжение от помощника начальника секретно-политического отдела о том, что дежурный обязан мяч передавать. (Шум в зале.)...
После этого режим в бывших политизоляторах был резко ужесточён. Многие узники были расстреляны.